# Mellanvikt i boxning för damer vid olympiska sommarspelen 2012
Damernas mellanvikt vid olympiska sommarspelen 2012 avgjordes i London i Storbritannien den femte, sjätte, åttonde och nionde augusti. Vinnarna i semifinalerna gjorde upp om guldet medan förlorarna i dito tilldelas varsin bronsmedalj.

## Medaljörer
| Spel       | Guld                   | Silver                  | Brons                |
| Mellanvikt | Claressa Shields (USA) | Nadezda Torlopova (RUS) | Marina Volnova (KAZ) |
| Mellanvikt | Claressa Shields (USA) | Nadezda Torlopova (RUS) | Li Jinzi (CHN)       |

## Program
Tider anges i lokal tid, det vill säga västeuropeisk sommartid (UTC+1).
5 augusti 2012
- 15:30 – Åttondelsfinaler

6 augusti 2012
- 15:30 – Kvartsfinaler

8 augusti 2012
- 14:30 – Semifinaler

9 augusti 2012
- 17:15 – Final

## Deltagare
Enligt den officiella hemsidan.
| - Elizabeth Andiego (KEN) - Roseli Feitosa (BRA) - Naomi-Lee Fischer-Rasmussen (AUS) | - Anna Laurell (SWE) - Li Jinzi (CHN) - Savannah Marshall (GBR) | - Edith Ogoke (NGR) - Claressa Shields (USA) - Mary Spencer (CAN) | - Nadezda Torlopova (RUS) - Marina Volnova (KAZ) - Elena Vystropova (AZE) |

## Första omgången
| Spelare              | Resultat | Spelare                       |
| -------------------- | -------- | ----------------------------- |
| Marina Volnova (KAZ) | 20–11    | Elizabeth Andiego (KEN)       |
| Anna Laurell (SWE)   | 24–17    | Naomi Fischer-Rasmussen (AUS) |

| Spelare                | Resultat | Spelare           |
| ---------------------- | -------- | ----------------- |
| Roseli Feitosa (BRA)   | 14–19    | Jinzi Li (CHN)    |
| Elena Vystropova (AZE) | 12–14    | Edith Ogoke (NGR) |

## Slutspel
|  | Kvartsfinal | Kvartsfinal             | Kvartsfinal             |                         |                      | Semifinal | Semifinal | Semifinal |  |  | Final | Final           | Final |
|  |             |                         |                         |                         |                      |           |           |           |  |  |       |                 |       |
|  |             | S Marshall (GBR)        | 12                      |                         |                      |           |           |           |  |  |       |                 |       |
|  |             | Marina Volnova (KAZ)    | 16                      |                         |                      |           |           |           |  |  |       |                 |       |
|  |             | Marina Volnova (KAZ)    | 16                      |                         | Marina Volnova (KAZ) | 15        |           |           |  |  |       |                 |       |
|  |             |                         |                         |                         | Marina Volnova (KAZ) | 15        |           |           |  |  |       |                 |       |
|  |             |                         | C Shields (USA)         | 29                      |                      |           |           |           |  |  |       |                 |       |
|  |             | Anna Laurell (SWE)      | C Shields (USA)         | 29                      | 14                   |           |           |           |  |  |       |                 |       |
|  |             | Anna Laurell (SWE)      |                         |                         | 14                   |           |           |           |  |  |       |                 |       |
|  |             | C Shields (USA)         | 18                      |                         |                      |           |           |           |  |  |       |                 |       |
|  |             |                         |                         |                         |                      |           |           |           |  |  |       | C Shields (USA) | 19    |
|  |             |                         |                         | Nadezda Torlopova (RUS) | 12                   |           |           |           |  |  |       |                 |       |
|  |             | Mary Spencer (CAN)      | 14                      |                         |                      |           |           |           |  |  |       |                 |       |
|  |             | Li Jinzi (CHN)          | 17                      |                         |                      |           |           |           |  |  |       |                 |       |
|  |             | Li Jinzi (CHN)          | 17                      |                         | Li Jinzi (CHN)       | 10        |           |           |  |  |       |                 |       |
|  |             |                         |                         |                         | Li Jinzi (CHN)       | 10        |           |           |  |  |       |                 |       |
|  |             |                         | Nadezda Torlopova (RUS) | 12                      |                      |           |           |           |  |  |       |                 |       |
|  |             | Edith Ogoke (NGR)       | Nadezda Torlopova (RUS) | 12                      | 8                    |           |           |           |  |  |       |                 |       |
|  |             | Edith Ogoke (NGR)       |                         |                         | 8                    |           |           |           |  |  |       |                 |       |
|  |             | Nadezda Torlopova (RUS) | 18                      |                         |                      |           |           |           |  |  |       |                 |       |